# Double Nickels on the Dime
Double Nickels on the Dime – czwarty album zespołu Minutemen wydany w 1984 przez wytwórnię SST Records. Materiał nagrano w listopadzie 1983 oraz w kwietniu 1984 w studiu "Radio Tokyo" (Venice, Kalifornia). W wydaniu CD z 1987 zostało pominiętych pięć utworów: "Don't Look Now", "Mr. Robot's Holy Orders", "Ain't Talkin' 'bout Love", "Dr. Wu" oraz "Little Man With a Gun in His Hand", z czego "Don't Look Now" i "Dr. Wu" powróciły na reedycję z 1989.

## Lista utworów
1. "Anxious Mo-Fo" (D. Boon, M. Watt) – 1:19
2. "Theatre Is the Life of You" (D. Boon, M. Watt) – 1:30
3. "Viet Nam" (D. Boon) – 1:27
4. "Cohesion" (D. Boon) – 1:55
5. "It's Expected I'm Gone" (M. Watt) – 2:04
6. "#1 Hit Song" (D. Boon, G. Hurley) – 1:47
7. "Two Beads at the End" (D. Boon, G. Hurley) – 1:52
8. "Do You Want New Wave or Do You Want the Truth?" (M. Watt) – 1:49
9. "Don't Look Now" (J. Fogerty) – 1:46 (pominięty na wydaniu CD z 1987)
10. "Shit from an Old Notebook" (D. Boon, M. Watt) – 1:35
11. "Nature Without Man" (C. Dukowski, D. Boon) – 1:45
12. "One Reporter's Opinion" (M. Watt) – 1:50
13. "Political Song for Michael Jackson to Sing" (M. Watt) – 1:33
14. "Maybe Partying Will Help" (D. Boon, M. Watt) – 1:56
15. "Toadies" (M. Watt) – 1:38
16. "Retreat" (M. Watt) – 2:01
17. "The Big Foist" (M. Watt) – 1:29
18. "God Bows to Math" (J. Brewer, M. Watt) – 1:15
19. "Corona" (D. Boon) – 2:24
20. "The Glory of Man" (M. Watt) – 2:55
21. "Take 5, D." (J. Baiza, J. Rocknowski, D. Vandenberg, M. Watt) – 1:40
22. "My Heart and the Real World" (M. Watt) – 1:05
23. "History Lesson - Part II" (M. Watt) – 2:10
24. "You Need the Glory" (G. Hurley) – 2:01
25. "The Roar of the Masses Could Be Farts" (D. Vandenberg, M. Watt) – 1:20
26. "Mr. Robot's Holy Orders" (G. Hurley) – 3:05 (pominięty na wszystkich wydaniach CD)
27. "West Germany" (D. Boon) – 1:48
28. "The Politics of Time" (M. Watt) – 1:10
29. "Themselves" (D. Boon) – 1:17
30. "Please Don't Be Gentle With Me" (J. Brewer, M. Watt) – 0:46
31. "Nothing Indeed" (G. Hurley, M. Watt) – 1:21
32. "No Exchange" (G. Hurley, M. Watt) – 1:50
33. "There Ain't Shit on T.V. Tonight" (G. Hurley, M. Watt) – 1:34
34. "This Ain't No Picnic" (D. Boon) – 1:56
35. "Spillage" (M. Watt) – 1:51
36. "Untitled Song for Latin America" (D. Boon) – 2:03
37. "Jesus and Tequila" (D. Boon, J. Carducci) – 2:52
38. "June 16th" (M. Watt) – 1:48
39. "Storm in My House" (D. Boon, H. Rollins) – 1:57
40. "Martin's Story" (M. Tamburovich, M. Watt) – 0:51
41. "Ain't Talkin' 'bout Love" (E. Van Halen, A. Van Halen, D. Lee Roth, M. Anthony) – 0:40 (pominięty na wszystkich wydaniach CD)
42. "Dr. Wu" (D. Fagen, W. Becker) – 1:44 (pominięty na wydaniu CD z 1987)
43. "Little Man With a Gun in His Hand" (D. Boon, C. Dukowski) – 2:53 (pominięty na wszystkich wydaniach CD)
44. "The World According to Nouns" (M. Watt) – 2:05
45. "Love Dance" (D. Boon) – 2:00

## Skład
- D. Boon – śpiew, gitara
- Mike Watt – śpiew, gitara basowa
- George Hurley – perkusja

produkcja
- Ethan James – producent